# Oglejenie

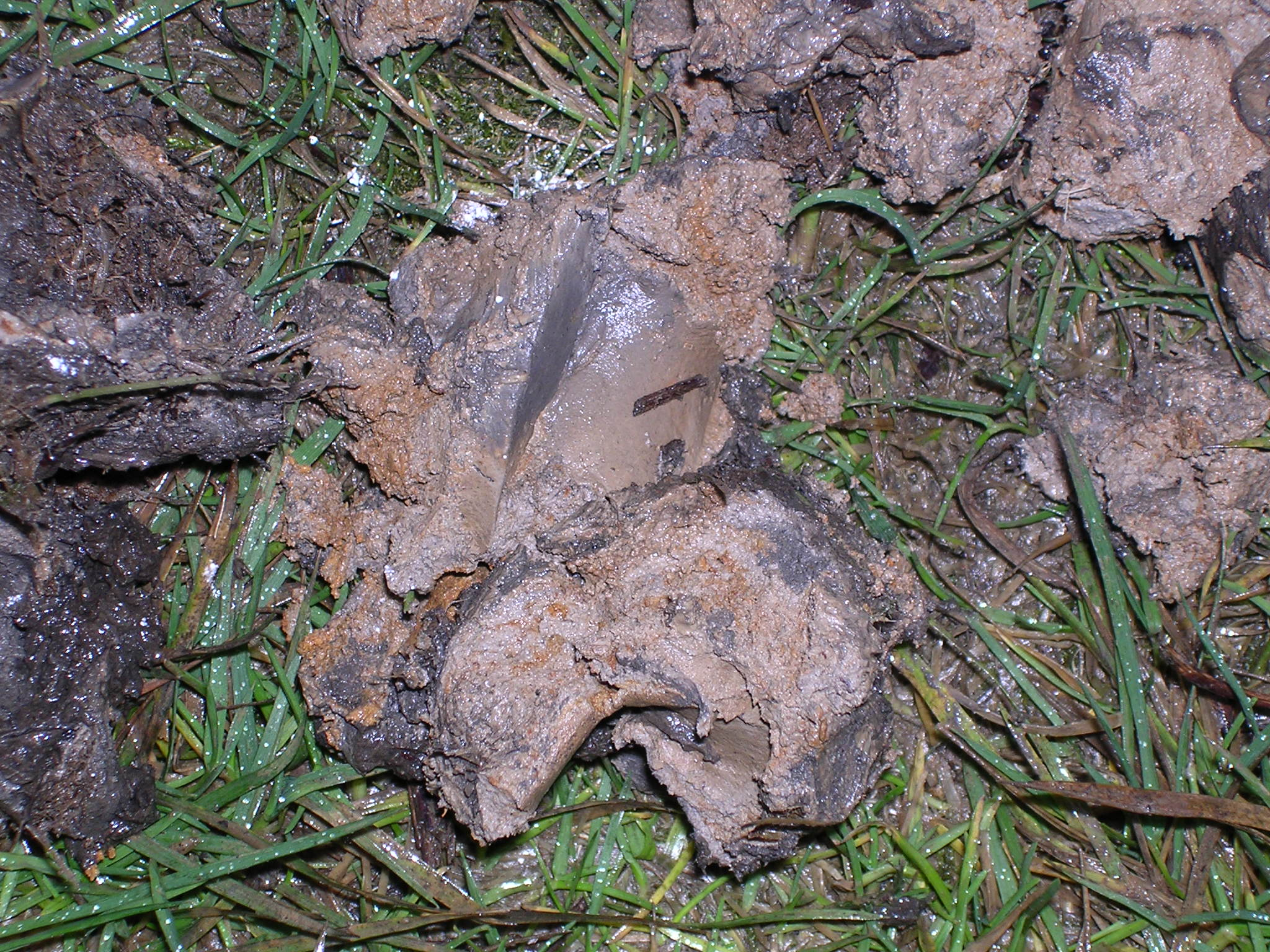
Glej

Oglejenie, proces glejowy – proces będący wynikiem reakcji redoks w glebie przejawiający się barwnymi zmianami materiału glebowego. Jego efektem jest oglejenie (zjawisko glejowe), które jest cechą morfologiczną gleby obserwowaną podczas opisu odkrywki glebowej. Objawia się ono występowaniem barw glejowych: sinoniebieskich, często w towarzystwie rdzawych wytrąceń.
Po raz pierwszy oglejenie było opisane wraz z interpretacją w 1905 r. przez rosyjskiego gleboznawcę G. M. Wysockiego.

## Proces glejowy
Proces glejowy jest procesem glebotwórczym polegającym na biochemicznej redukcji niektórych związków mineralnych w warunkach ograniczonego dostępu do tlenu. Powodem jest nadmierne uwilgotnienie gleby (nieraz jej całkowite zalanie wodą), które powoduje wyparcie powietrza atmosferycznego (z łatwo dostępnym tlenem) z gleby lub zablokowanie wymiany powietrza glebowego z głębszych warstw gleby z powietrzem atmosferycznym. Zalanie dolnych części profilu gleby zachodzi przez wody gruntowe. Procesy glejowe w górnych częściach profilu zachodzą często pod wpływem wód opadowych, które, z powodu małej przepuszczalności materiału glebowego, zalegają w obrębie oraz ponad słabo przepuszczalnymi częściami gleby ograniczając dostęp tlenu do nich i do części gleby położonych poniżej. 
Powstałe tak trwałe lub okresowe warunki beztlenowe (anaerobowe) powodują biologiczną (przez bakterie beztlenowe zdobywające w ten sposób tlen) i chemiczną redukcję pierwiastków. Dominuje redukcja żelaza (Fe3+{\displaystyle \rightarrow }Fe2+) i manganu (Mn4+{\displaystyle \rightarrow }Mn2+).
Niektóre substancje (np. Fe2+, Mn2+) w wyniku redukcji mają zwiększoną rozpuszczalność, co może prowadzić do ich wymywania z obszarów gdzie częściej panują warunki redukcyjne i osadzania się tam gdzie dostęp do tlenu jest większy i może zajść utlenienie (oksydacja) pierwiastka. Częste zmiany wilgotności prowadzą do powstania wytrąceń i konkrecji żelazistych. 

## Oglejenie
Morfologicznym efektem procesów glejowych zachodzących w glebie jest występowanie widocznego oglejenia gleby (zjawisk glejowych). Objawia się ono występowaniem barw glejowych, tj. barw o odcieniu stalowym, sinym, zielonkawym lub niebieskawym. Pochodzą one przede wszystkim od zredukowanej formy żelaza. Jako że zredukowane żelazo jest bardzo łatwo rozpuszczalne w wodzie może ono na zasadzie dyfuzji migrować ze strefy redukcji do strefy oksydacji i tam wytrącać się w postaci rdzawobrunatnych plam lub konkrecji. Miejsce odżelazione nawet po powrocie warunków tlenowych ma jaśniejszą, popielatą barwę i nosi nazwę wybielenia poglejowego. Wytrącenia żelaziste są trwałą oznaką okresowego zachodzenia procesów glejowych widoczną nawet w przypadku całkowitego przesuszenia gleby.
Ze względu na pochodzenie wody powodującej redukcje wyróżnia się oglejenie odgórne (opadowo-wodne, opadowo-glejowe, dawniej zwane również pseudooglejeniem) spowodowane stagnacją wody opadowej na w/na trudno przesiąkliwym materiale, a także oddolne (gruntowo-wodne, gruntowo-glejowe) spowodowane wodami gruntowymi. Istota samego procesu jest jednak taka sama.
Intensywność występowania barw glejowych zależy od uziarnienia, występowania materii organicznej oraz odczynu materiału. Przy takim samym potencjale redoks i takiej samej ilości jonów Fe2+, Mn2+ przy kwaśnym pH prawie nie widać efektu (barwa jest nieco bardziej "zimna", stalowa), przy pH 6 barwa jest słabo-zielona, przy pH 8 - intensywnie zielononiebieska. Z tego powodu w terenie łatwo odnieść mylne wrażenie, że górna część gleby (zazwyczaj z powodu występowania próchnicy bardziej kwaśna) jest słabiej oglejona nisz dolna, gdzie barwy glejowe są dobrze widoczne. Dlatego oglejenie (zjawiska glejowe) jest tylko optycznym przejawem procesów oksydoredukcujnych (redoks, glejowych) zachodzących w glebie, których nie można łączyć ilościowo. Do terenowego określenia potencjału redoks (przede wszystkim w przypadkach słabo widocznej barwy) mogą służyć odczynniki: roztwór K3Fe(III)(CN)6 lub 0,2% roztwór α,α-dipirydylu w 10% kwasie octowym. 
Na podstawie barw redukcyjnych wyróżnia się następujące formy oglejenia:
- plamiste - charakteryzujące się występowaniem sporadycznych plam na tle zasadniczej barwy gleby. Występuje zazwyczaj w górnej części gleby spowodowane okresowym stagnowaniem wód opadowych lub roztopowych lub intensywnym rozkładem materii organicznej (np. korzeni, obornika) przy niewystarczającym dopływie tlenu.
- zaciekowe - najczęściej powstaje w glebach zwięzłych wzdłuż kanałów pokorzeniowych, pionowych spękań lub ścian agregatów glebowych którędy woda opadowa wpływa w głąb gleby i uwidacznia się w postaci pionowych smug i zacieków.
- marmurkowate - jest efektem dalszego rozwoju oglejenia plamistego i zaciekowego, gdzie plamy i zacieki łączą się ze sobą. Powstaje przy dłuższym stagnowaniu wody opadowej i mówi o okresowo wadliwych warunkach powietrzno-wodnych dla roślin (obniżeniu urodzajności i przez to klasy bonitacyjnej).
- strefowe - kolejny etap rozwoju oglejenia odgórnego, gdzie w całym poziomie glebowym zdecydowanie dominują barwy glejowe nad barwami tła. Może występować w różnych częściach profilu, zazwyczaj ponad warstwą lub poziomem o wyraźnie mniejszej przepuszczalności wodnej.
- całkowite - redukcyjne barwy glejowe obejmują cały poziom glebowy. Występuje w warunkach trwałego zalania wodami gruntowymi lub nasycenia materiału wodą z podsiąku kapilarnego. Występuje w dolnych częściach gleby, choć może również obejmować cały profil glebowy.

Znaczna część gleboznawców oprócz sinych barw redukcyjnych do oglejenia zalicza też rdzawobrązowe barwy oksydacyjne, jako efekt tego samego procesu glebowego i opisują on glejową lub stagnoglejową mozaikę barw jako procentowe pokrycie powierzchni fragmentu profilu glebowego przez sinozielone barwy redukcyjne i przez rdzawobrunatne barwy oksydacyjne.
Gleby ulegające procesowi oglejenia to gleby podmokłe (czasami bagna), przez to zwykle mało żyzne. Oglejenie może występować w glebie obok dominującego procesu glebotwórczego, albo może samo stanowić dominujący proces. Wydziela się wtedy gleby glejowe (dawniej gleby opadowo-glejowe, gleby gruntowo-glejowe). Generalnie zaliczane są do gleb śródstrefowych, lecz w obrębie pasa polarnego są to gleby strefowe (gleby tundrowe).